# Saco de dormir
Saco de dormir (português brasileiro) ou saco-cama (português europeu) é um saco, uma bolsa protetora, utilizada no montanhismo, no alpinismo, na espeleologia, para permitir passar a noite ao ar livre. Fundamentalmente é constituída por duas coberturas cheias de penas ou um material sintético quente para proteger do frio, e que é fechado com um fecho éclair, com um gorro para proteger a cabeça.

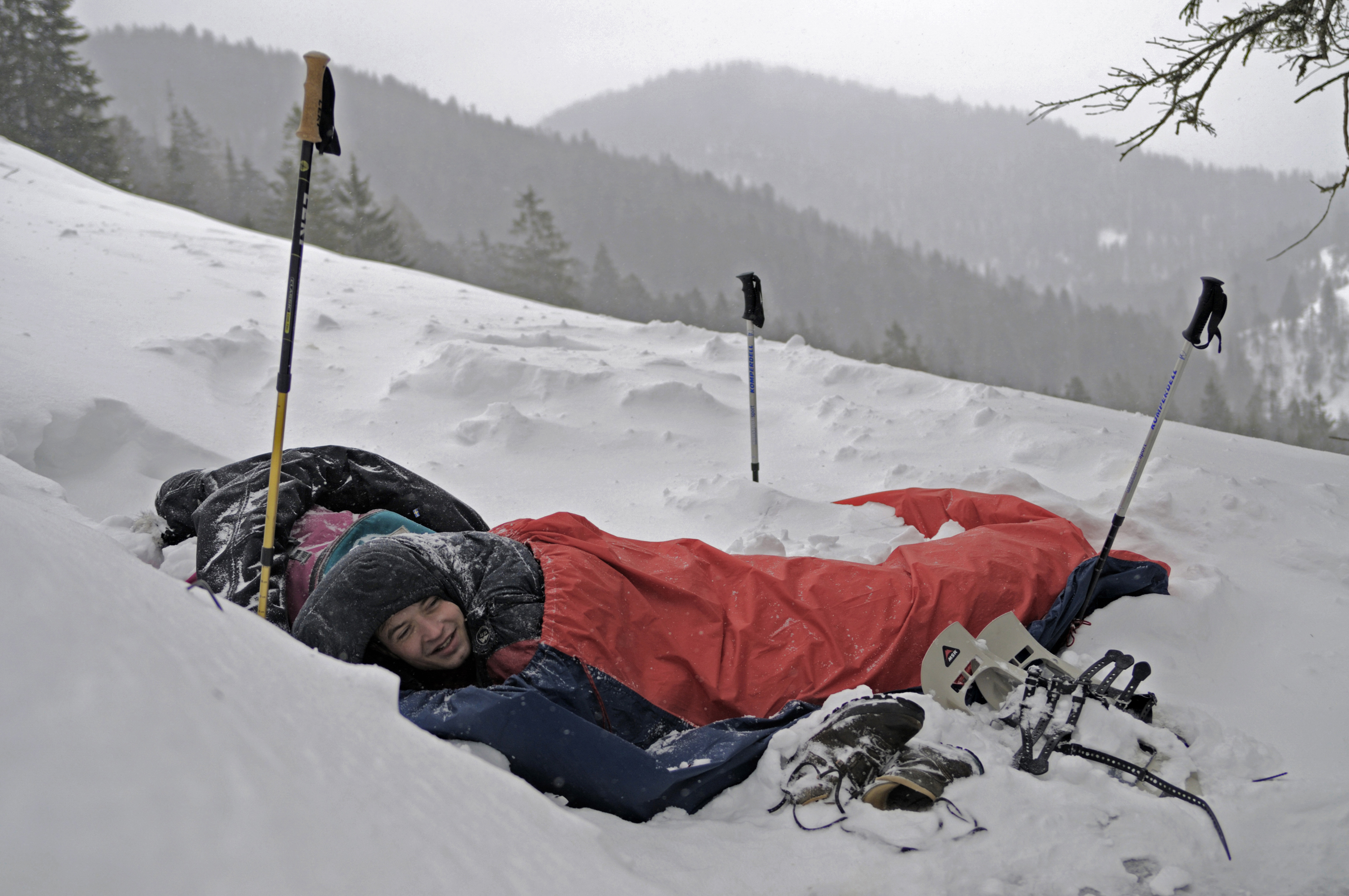
Saco de dormir

Quando as duas partes estão cheias com penas ligeiras e sedosas como as do Eider-edredão - que está na origem do Edredom - emprega-se o galicismo, Duvet.